# بالاتون‌فوکایار
بالاتون‌فوکایار (به مجاری: Balatonfőkajár) یک شهرداری در مجارستان است که در ناحیه بالاتون‌آلمادی واقع شده‌است. بالاتون‌فوکایار ۲۱٫۹۲ کیلومتر مربع مساحت و ۱٬۴۴۲ نفر جمعیت دارد.